# لارس سامويلسون (موسيقي)
لارس سامويلسون (بالسويدية: Lars Samuelson)‏ هو موزع وموسيقي سويدي، ولد في 4 أغسطس 1935.

## وصلات خارجية
- لارس سامويلسون على موقع ديسكوغز (الإنجليزية)